# Andrzej Buncol
Andrzej Bernard Buncol (Gliwice, 1959. szeptember 21. –) világbajnoki bronzérmes lengyel labdarúgó, középpályás.

## Pályafutása

### Klubcsapatban
1977 és 1979 között a Piast Gliwice, 1979 és 1981 között a Ruch Chorzów, 1981 és 1986 között a Legia Warszawa labdarúgója volt. 1986-tól az NSZK-ban játszott. 1986–87-ben a Homburg játékosa volt. 1987 és 1992 között a Bayer 04 Leverkusen csapatában szerepelt és tagja volt az 1987–88-as idényben UEFA-kupa-győztes együttesnek. 1992 és 1997 között a Fortuna Düsseldorf labdarúgója volt.

### A válogatottban
1980 és 1986 között 51 alkalommal szerepelt a lengyel válogatottban és hat gólt szerzett. Az 1982-es spanyolországi világbajnokságon bronzérmet szerzett ez együttessel. Tagja volt az 1986-os mexikói világbajnokságon részt vevő csapatnak.

## Sikerei, díjai
Lengyelország
- Világbajnokság
  - bronzérmes: 1982, Spanyolország

 Bayer 04 Leverkusen
- UEFA-kupa
  - győztes: 1987–88